# برنارت فون بولوف
برنارت هاينريش مارتين فون بولوف (Bernhard von Bülow) (كلاين فلوتبك، 3 مايو 1849 - روما، 28 أكتوبر 1929) سياسي ورجل دولة ألماني. كونت من عام 1899 و أمير عام 1905، مستشار الإمبرطورية الألمانية في الفترة من 16 أكتوبر 1900 إلى 13 يوليو 1909. جسد روح العصر، وعمل جاهدا لضمان الاعتراف بألمانيا كقوة عالمية.

## مطلع حياته
ولد في كلاين - فلوتبك، هولشتاين (أصبحت الآن جزءا من ألتونا، هامبورغ). كان والده بيرنهارد إرنست فون بولوف رجل دولة دانماركي وألماني وعضو في عائلة بورلو. كان شقيقه الجنرال كارل أولريش فون بولوف قائد سلاح الفرسان خلال الحرب العالمية الأولى. أرجع بولوف فهمه للإنجليزية والفرنسية إلى تعلمه من المربيات كطفل صغير. كان والده يتحدث الفرنسية، وكانت والدته تتحدث الإنجليزية، كما كان شائعًا في مجتمع هامبورغ.
في عام 1856، أُرسل والده إلى البرلمان الفيدرالي في فرانكفورت لتمثيل هولشتاين ولوينبورغ، عندما كان أوتو فون بسمارك هناك أيضا لتمثيل بروسيا. وأصبح صديقا عظيما لهربرت ابن بسمارك عندما لعبوا معا. وفي سن 13 عامًا، انتقلت العائلة إلى نيوستريليتز عندما أصبح والده رئيسا للوزراء في عهد دوق ميكلينبورغ الكبير، حيث ارتاد برنارد صالة مدرسة فرانكفورت، قبل أن يرتاد جامعات لوزان وليبزيغ وبرلين.
تطوع للخدمة العسكرية خلال الحرب الفرنسية البروسية وأصبح وكيل عريف في فوج الملك هوسار. وفي ديسمبر 1870، كان الأسطول في حالة تأهب بالقرب من أميان، ثم وصف فيما بعد اتهام وقتل عناصر من القوات الفرنسية بسيارته. رُقّي إلى رتبة ملازم ودعي للبقاء في الجيش بعد الحرب لكنه رفض. وقد أكمل دراسته القانونية في جامعة غريفسوفالد عام 1872. وبعد ذلك، دخل الخدمة المدنية البروسية أولا ثم الخدمة الدبلوماسية. كانت ديانته لوثرية.

## بداية مساره المهني
في عام 1873 أصبح والده وزيرًا للشؤون الخارجية في الحكومة الألمانية، حيث عمل تحت حكم بسمارك. دخل بولوف السلك الدبلوماسي. وكانت مهامه الأولى في روما وسانت بطرسبرغ وفيينا ثم أثينا، وفي عام 1876 عين في السفارة الألمانية في باريس، وحضر مؤتمر برلين سكرتيرًا، وأصبح سكرتيرا ثانيا للسفارة في عام 1880.
في عام 1884، كان لديه أملٌ  في أن يتم تعيينه في لندن، ولكنه بدلاً من ذلك أصبح السكرتير الأول في السفارة في سانت بطرسبرغ. وفي طريقه إلى مهمته الجديدة، بقي ليومين في فارزين مع عائلة بسمارك. وأوضح بسمارك أنه يعتبر العلاقات مع روسيا أكثر أهمية من بريطانيا، ولهذا السبب عيّن بولوف هناك. وعبر بسمارك عن إعجابه بهدوئه وسلوكه خلال المقابلة. وفي روسيا، عمل قائما بالأعمال في عام 1887 مناديًا بالتطهير العرقي للبولنديين من الأراضي البولندية التابعة للإمبراطورية الألمانية في صراع مسلح مستقبلًا. كتب بولوف باستمرار إلى وزارة الخارجية، واشتكى من رئيسه، السفير شوينتز، الذي كان محبوبًا جدًّا. نال بولوف لنفسه سمعة كمتآمر فقط. في عام 1885، لاحظ هولشتاين أن بولوف كان يحاول إقالة الأمير شلودويغ فون هوهينلوهي شيلينغفورست من سفارة فرنسا للحصول على المنصب، وكل ذلك أثناء تبادل الرسائل الودية معه.
وفي 9 يناير 1886، وهو ما يزال في سانت بطرسبرغ، تزوج من ماريا آنا زوي روساليا بيكاديللي دي بولونيا، أميرة كامبوريلي. كانت الأميرة، عازفة بيانو تتلمذت على يد فرانز ليزت، وهي ابنة ماركو مينغيتي وابنة دونا لورا مينغيتي (نيه أكتون). كانت متزوجة لست عشرة سنة وأنجبت ثلاثة أطفال. وكان لبولوف في السابق العديد من قصص الحب، لكن الزواج هدفَ إلى تعزيز مسيرته المهنية. وفي عام 1888، عرض عليه الاختيار بين التعيين في واشنطن العاصمة أو بوخارست، ثم اختار بوخارست، بعد أن اعترضت ماريا على احتمال السفر إلى الولايات المتحدة وترك عائلتها خلفها. قضى السنوات الخمس القادمة وهو يخطط للتعيين في روما، حيث كانت زوجته على اتصال وثيق. أقنع ملك إيطاليا هومبرت بأن يكتب لكايزر فيلهلم قائلا أنه سيكون سعيدًا لو أصبح بولوف سفيرا هناك، وهو ما حدث عام 1893.

## وزيرًا للخارجية
في 21 يونيو 1897، تلقى بولوف برقية يوعز إليه بالذهاب إلى كيل للتحدث إلى فيلهلم. وفي طريقه، توقف في فرانكفورت بينما كان يغير القطارات وتحدث إلى أمير أوينبرغ فيليب الذي أوضح له أن فيلهلم يريد وزيرًا جديدا للشؤون الخارجية وحثّ بولوف على تولي هذا المنصب الذي كان والده يشغله ذات يوم.

## حياته اللاحقة
وبعد استقالته في عام 1909، كان بولوف يعيش أساسا في روما، التي اشتراها لأجل تقاعده. وكان يقضي جزءًا من الصيف عادة في كلاين فلوتبك، بالقرب من هامبورغ، أو في جزيرة نوردرني. تُركت له ثروة كبيرة من أحد أقربائه، وهو تاجر من هامبورج، ليعيش في رغدٍ ويجعل منزله في روما مركزا للمجتمع الأدبي والسياسي.
استخدم أوقات فراغه في الكتابة للاحتفال بالذكرى المئوية لحروب التحرير، كتابٌ رائع عن ألمانيا الإمبراطورية، مبتهجًا بإنجازاتها ودفاعا عن الخطوط الرئيسية لسياسته الخارجية. في طبعة منقحة من كتابه عن ألمانيا الامبراطورية، الذي نشر بعد بداية الحرب العالمية الأولى، أسقط أو غير مقاطع كثيرة بدت متضاربة في ضوء الحرب مثل سياسته في تهدئة بريطانيا في إحساس زائف بالأمن أثناء بناء البحرية الألمانية. وكان في سرية شديدة الإلهام مع فيلهلم، الذي لم يغفر له قط عن موقفه وتصرفه فيما يتصل بمقابلة صحيفة ديلي تلغراف في عام 1908.

### دبلوماسي الحرب
وفي الفترة 1914-1915، كان بولوف سفيرًا لدى إيطاليا ولكنه فشل في حمل الملك فيكتور عمانوئيل الثالث على الانضمام إلى القوى المركزية. وقد أعلنت إيطاليا حيادها إزاء اندلاع الحرب ولكنها أشارت، في 5 يوليو 1914، من خلال القنوات الدبلوماسية، إلى أن الإنذار الذي وجهته النمسا وهنغاريا لصربيا كان عدوانيا واستفزازيا. وفي 9 ديسمبر 1914، وجه سيدني سونينينو المذكرة النمساوية إلى وزير خارجية النمسا - هنغاريا، كونت برتشارد، ليوجه الانتباه إلى المادة السابعة من المعاهدة التي شاركت فيها إيطاليا في التحالف الثلاثي، مع الإشارة بوجه خاص إلى البند الذي فرض على الإمبراطورية النمساوية المجرية، إذا أزعجت الوضع الراهن في البلقان، حتى بسبب الاحتلال المؤقت للأراضي الصربية، للتوصل إلى اتفاق مع إيطاليا وترتيب التعويضات. وهكذا تم فتح أسئلة اتفاقية ترينتينو وتريست رسميًا.

## شخصيته
تحدث بولوف عدة لغات وكان محاورًا ساحرا. كان مريحا في بيته في مجتمع من الطبقة الرفيعة، وكان قادرًا على الترفيه وإثارة إعجاب حتى خصومه. وكان بعض الزملاء يرون أنه غير جدير بالثقة: وقد أشار إليه كيدرلن بالثعبان. وبمجرد حصوله على السلطة في الحكومة الألمانية، لم يكن لديه أي أفكار شاملة حول ما ينبغي أن يفعل بها، الأمر الذي سمح للآخرين بتوجيه السياسات. وقد جعله شخصيته خيارا جيدا للعمل مع القيصر فيلهلم الثاني، الذي كان يتطلب الاتفاق والإطراء من كبار وزرائه، حتى ولو تجاهلوا تعليماته في بعض الأحيان. وكتب أربعة مجلدات من السيرة الذاتية لتنشر بعد وفاته، مما غير المفهوم العام لشخصيته بشكل ملحوظ، أيضًا تضمنت توصيفه الصريح للآخرين. وصفه فريدريش فون هولشتاين، الذي كان لمدة 30 عاما أول عضو في وزارة الخارجية، وكان له تأثير كبير على السياسة طوال ذلك الوقت، بأنه «قرأ أكثر من ماكيافيلي».

## روابط خارجية
- برنارت فون بولوف على موقع الموسوعة البريطانية (الإنجليزية)
- برنارت فون بولوف على موقع إن إن دي بي (الإنجليزية)